# Spyrídon-Ádonis Georgiádis
Spyrídon-Ádonis Georgiádis (en grec moderne : Σπυρίδων-Άδωνις Γεωργιάδης), né le 6 novembre 1972 à Athènes, est un homme politique grec membre de la Nouvelle Démocratie (ND).
Depuis janvier 2024, il est Ministre de la Santé dans le second gouvernement de Kyriákos Mitsotákis.

## Biographie
Il se fait remarquer en 2006 pour avoir coédité un ouvrage, Les Juifs, toute la vérité, dans lequel est exprimé le regret que l'Allemagne nazie n’ait pas pu exterminer tous les Juifs d’Europe.
Aux élections législatives grecques de janvier 2015, il est élu député au Parlement hellénique sur la liste de la Nouvelle Démocratie dans la deuxième circonscription d'Athènes. Il est désigné représentant parlementaire de Nouvelle Démocratie pour la XVIe législature.
Il est ministre de la Santé entre le 24 juin 2013 et le 9 juin 2014 dans le gouvernement du Premier ministre conservateur Antónis Samarás. Le 9 juillet 2019, il est nommé ministre du Développement et des Investissements dans le gouvernement de Kyriákos Mitsotákis.